# Рео, Дельфин
Дельфин Рео (фр. Delphine Réau, девичья фамилия Расине фр. Racinet; 19 сентября 1973 года, Мелён) — французский стрелок, выступающая в дисциплине трап. Призёр двух Олимпиад, чемпионка Европы.

## Карьера
Заниматься спортивной стрельбой Дельфин Расине начала в конце 1980-х годов, а в 1994 году впервые попала в юниорскую сборную Франции.
В 1999 году француженка выиграла престижный финальный этап Кубка мира, который проходил в Кувейте. Тогда же стала бронзовым призёром чемпионата мира по стендовой стрельбе. Год спустя на предолимпийском старте в Сиднее она вновь была сильнейшей, при этом повторила мировой рекорд для финальных раундов. На самой Олимпиаде 26-летняя Расине стала серебряным призёром, при этом она показала стопроцентный результат в финальном раунде.
Пропустив Олимпиаду 2004 года француженка в 2007 году стала чемпионкой Европы, но на Олимпиаде в Пекине выступила неудачно, заняв только лишь 13-е место в квалификационном раунде, промахнувшись 13 раз из 75 выстрелов.
На третьей в карьере Олимпиаде Дельфин Ро завоевала бронзовую медаль, победив в перестрелке Алессандру Перилли из Сан-Марино, но уступив в борьбе за серебро словачке Штефечековой.